# Vierhovenkerk
De Vierhovenkerk is een (Protestantse) kerk in Delft, in de Nederlandse provincie Zuid-Holland. De kerk droeg tot 1997 de naam Goede Herderkerk. De Goede Herderkerk, aan de Obrechtstraat, werd in 1972 gebouwd als Gereformeerde Kerk.
De Gereformeerde wijgemeente Abtswoude, die de Goede Herderkerk gebruikte, sloot zich aan bij het Samen op Weg-proces. Samen met de toenmalige Hervormde wijkgemeente  van de Marcuskerk werd er gewerkt aan een nieuwe kerkelijke gemeente. In 1997 verenigden beide gemeenten zich, waarbij de kerk hernoemd werd tot Vierhovenkerk.
Na de vereniging werd  het liturgisch centrum vernieuwd en een nieuw orgel geplaatst.

## Orgel
Sinds 1999 staat er in de Vierhovenkerk een orgel uit 1910. Dit orgel is toen gebouwd door de firma Norman & Beard (Norwich) voor de St. Andrew's Church in Alexandria, in Schotland. In 1999 is het eerst gerestaureerd en uitgebreid met enkele stemmen, daarna heeft het zijn plaats gekregen in de Vierhovenkerk.